# Діапіризм

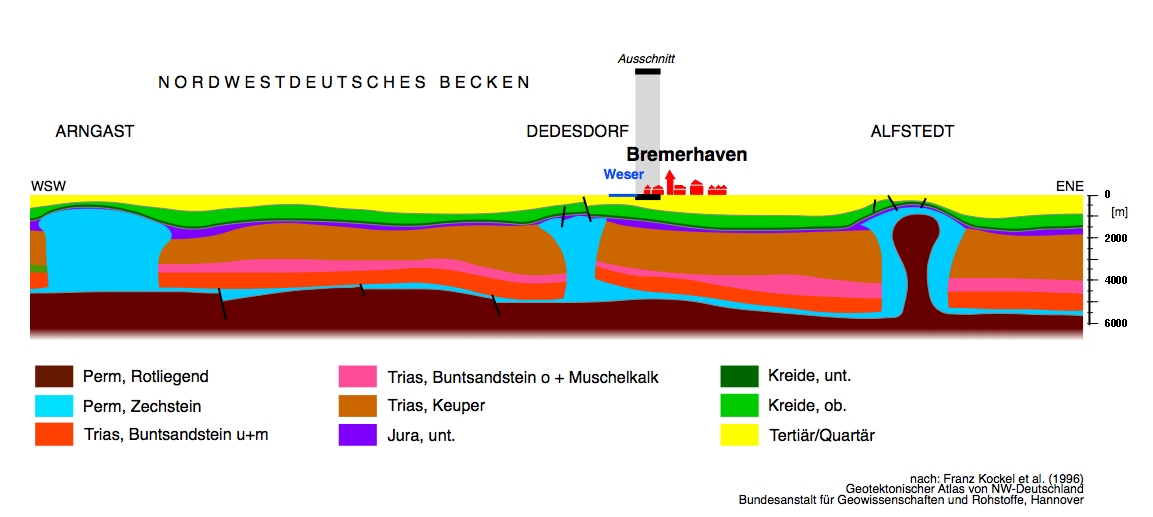
Соляний діапіризм. Геологічний розріз Північно-західного басейну Німеччини

Діапіризм (рос. диапиризм, англ. diapirism, нім. Diapirismus m) — процес видавлювання пластичних осадових порід у твердіші товщі, що лежать над ними, під дією напруги, яка розвивається в земній корі.
Результат діапіризму — утворення діапірів.